# 로맨스는 없다
《로맨스는 없다》는 대한민국의 만화가 이우인이 레진코믹스에서 연재하는 성인 퀴어 웹툰이다. 게이의 성과 사랑을 다룬 웹툰으로, 각 에피소드가 독립적인 옴니버스 형태를 취하고 있다. 2014년 2월 24일 〈육상부 그녀석〉의 프롤로그 편을 시작으로 열흘 단위로 연재하였으며, 2017년 1월 14일 〈늙기전에 죽을거야〉를 마지막으로 연재를 종료하였다. 2016년에는 세 권의 단행본이 3월과 4월, 11월 순으로 발간되었다.

## 에피소드 목록
- 〈육상부 그녀석〉
- 〈캐치 미 이프 유 캔〉
- 〈전역을 신고합니다〉
- 〈P 살롱에서 만나요〉
- 〈지배와 복종의 감정〉
- 〈버블버블〉
- 〈너의 S파트너〉
- 〈해변의 대답〉
- 〈빨간 남자〉
- 〈출장〉
- 〈밝은 미래〉
- 〈우리 그때 크리스마스에〉
- 〈우리 동네 유도선생님〉
- 〈덕수탕〉
- 〈유럽여행에서 만난 남자들〉
- 〈구질구질한 년들〉
- 〈오!나의 기사님〉
- 〈진짜 진짜 좋아해〉
- 〈아빠방〉
- 〈쓰리웨이〉
- 〈스시, 어디까지 먹어봤니?〉
- 〈옆집 그 공대생〉
- 〈디어 산타〉
- 〈돌고 돌아 그대에게〉
- 〈면목동 드라이브〉
- 〈슈퍼 닥터 유로로〉
- 〈너 말고 네 애인〉
- 〈스승의 은혜는〉
- 〈귀신이 보여〉
- 〈퇴근길〉
- 〈농촌 총각〉
- 〈끼로써 나빌레라〉
- 〈청혼〉
- 〈곰은 된다〉
- 〈늙기전에 죽을거야〉

## 단행본
2016년 3월 10일, 여섯 에피소드(〈육상부 그녀석〉, 〈캐치 미 이프 유 캔〉, 〈전역을 신고합니다〉, 〈P 살롱에서 만나요〉, 〈지배와 복종의 감정〉, 〈버블버블〉)를 엮은 《로맨스는 없다》 1권이 레진코믹스를 통해 발간되었으며, 같은 해 4월 25일 다섯 에피소드(〈너의 S파트너〉, 〈해변의 대답〉, 〈빨간 남자〉, 〈출장〉, 〈밝은 미래〉)를 엮은 《로맨스는 없다》 2권이 발간되었다. 다시 같은 해 11월 3일에는 네 에피소드 (〈우리 그때 크리스마스에〉, 〈우리 동네 유도 선생님〉, 〈덕수탕〉, 〈유럽여행에서 만난 남자들〉)를 엮은 《로맨스는 없다》 3권이 발간되었다.
1권에는 김조광수, 김승환, 김도훈의 추천사와 함께 P살롱에서 만나요의 일러스트, 후기 만화가 실려 있다. 2권에는 변영주, 완자의 추천사, 후기 만화가 실렸으며, 초판에는 한정 사은품으로 "내 남자 옷 갈아입히기" 종이 인형이 포함되어 있다. 3권에는 후기 만화만 추가로 실렸으며, 초판 한정 사은품으로 《로맨스는 없다》 일러스트가 그려진 2017년 달력이 제공되었다.
5월 21일에는 1권과 2권의 발간을 기념하여 서울시 용산구의 햇빛서점에서 작가 팬사인회가 진행되었다.